# Hans Rummer
Hans Rummer (* 24. Juni 1880 in St. Johannisrain; † 28. April 1945 in Penzberg) war ein deutscher Bergmann, Bürgermeister und Politiker.

## Leben und Wirken

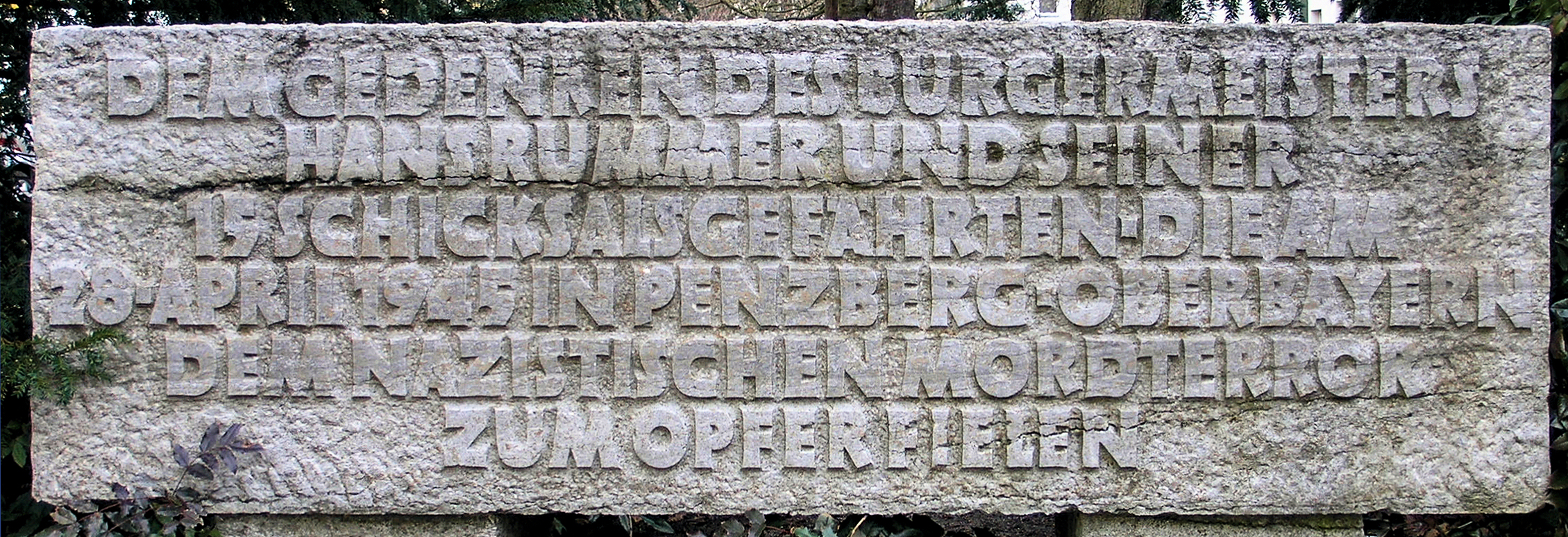
Gedenkstein in der Münchener Straße, in Berlin-Schöneberg

Hans Rummer besuchte von 1886 bis 1892 die Volksschule in Penzberg, danach war er in der Landwirtschaft tätig. Ab dem 24. Juli 1894 wurde er im Bergwerk in Penzberg erst als Grubenjunge, dann als Schlepper und Hauer eingestellt. Die Bürgerrechte in Penzberg erlangte er am 11. Juli 1914. Von 1915 bis 1917 nahm er als Soldat im Ersten Weltkrieg an der Westfront teil.
Hans Rummer war von 1918 bis 1919 Mitglied im Provisorischen Nationalrat in Bayern. Von 1919 bis 1921 war Rummer erst ehrenamtlicher, anschließend bis 1933 hauptamtlicher Bürgermeister in Penzberg. Er war der erste sozialdemokratische Bürgermeister der jungen Stadt. Zu seinen Verdiensten zählte der Aufbau der Infrastruktur im schnell wachsenden Ort, vom Ausbau der Kanalisation über den Wohnungsbau bis hin zur Errichtung wichtiger öffentlicher Gebäude, wie des ehemaligen Pfründnerheims und der Stadthalle.
Am 11. März 1933 wurde er festgenommen und gewaltsam von den Nationalsozialisten aus dem Amt entfernt. Er musste offiziell am 21. März 1933 als Bürgermeister „freiwillig und auf Ehrenwort“ zurücktreten und auf alle Ehrenämter verzichten.
Im 28. April 1945 setzte Hans Rummer zusammen mit einigen Helfern den nationalsozialistischen Bürgermeister Josef Vonwerden ab, der ein umfangreiches Zerstörungswerk plante. Auf diese Weise wurde u. a. die vorbereitete Sprengung der Loisach-Brücken verhindert, die Sprengung des Wasserwerks und die Zerstörung der Kohlenzeche, welche die Lebensgrundlage des Ortes darstellte. Außerdem wurde die Ermordung mehrerer hundert französischer und sowjetischer Kriegsgefangener vereitelt, die unter Tage arbeiten. Es war geplant, die Stadt kampflos an die amerikanischen Streitkräfte zu übergeben.
Noch am gleichen Tage wurden Rummer und einige seiner Helfer im Zuge der sogenannten Penzberger Mordnacht von Einheiten des Werwolfs Oberbayern unter Hans Zöberlein erschossen.
Nach dem Zweiten Weltkrieg wurde in Penzberg die Hans-Schemm-Straße in Bürgermeister-Rummer-Straße umbenannt. Heute erinnert dort ein Stolperstein vor seinem ehemaligen Wohnhaus.